# Maxime Denommée
 (janvier 2019).
Si vous disposez d'ouvrages ou d'articles de référence ou si vous connaissez des sites web de qualité traitant du thème abordé ici, merci de compléter l'article en donnant les références utiles à sa vérifiabilité et en les liant à la section « Notes et références ».
Maxime Denommée est un acteur de télévision, de cinéma et de théâtre ainsi qu'un metteur en scène québécois.  

## Biographie
Diplômé du Conservatoire d'art dramatique de Montréal en 1998, il remporta le prix Masques 2003 de la meilleure interprétation masculine pour la pièce Howie le Rookie. Il eut aussi une nomination aux prix Gémeaux 2010 pour le meilleur premier rôle masculin pour la série télévisée Aveux.

## Théâtre

### Comme acteur
- 1999 : Tu peux toujours danser de Louis-Dominique Lavigne, mise en scène de Monique Gosselin et Claude Poissant, Théâtre Le Clou : François
- 1999 : Chacun sa vérité de Luigi Pirandello, mise en scène de Benoit Dagenais, Théâtre Denise-Pelletier : multiples rôles
- 1999 : Les Zurbains d'un collectif d'auteurs, mise en scène de Benoit Vermeulen, Théâtre le Clou : Marc Thibault
- 1999-2000 : Trick or Treat de Jean-Marc Dalpé, mise en scène de Fernand Rainville, Théâtre de la Manufacture et tournée canadienne : Mike
- 2000 : L'Hôtel des horizons de Reynald Robinson, mise en scène de Claude Poissant, Théâtre Les gens d'en bas et Théâtre PàP : Steven
- 2001 : Le Monument de Colleen Wagner, mise en scène de Martine Beaulne, Théâtre de la Manufacture : Stetko
- 2001 : L'Avare de Molière, mise en scène de Alice Ronfard, TNM : Valère
- 2002 : Au cœur de la rose de Pierre Perreault, mise en scène de Denis Marleau, Théâtre du Rideau vert : le marin
- 2002, 2004, 2005, 2007 : Howie le rookie de Mark O'Rowe (en), mise en scène de Fernand Drainville, Théâtre de la Manufacture : Rookie Lee
- 2003 : Danser à Lughnasa de Brian Friel, mise en scène de Ben Barnes, TNM : Michael
- 2003 : Capharnaüm de Charlotte Laurier, mise en scène de Charlotte Laurier, Productions Vespèra : Simon
- 2004 : Cheech de François Létourneau, mise en scène de Frédéric Blanchette, Théâtre de la Manufacture : Maxime
- 2005 : Nelligan, opéra de Michel Tremblay et André Gagnon, mise en scène d'André Brassard, Orchestre symphonique de Montréal : narrateur
- 2006 : Britannicus de Jean Racine, mise en scène de Martin Faucher, Théâtre Denise-Pelletier : Britannicus
- 2006-2009 : Les Points tournants de Stephen Greenhorn (en), mise en scène de Philippe Lambert, Théâtre de la Manufacture : Alex
- 2006-2016 : Poésie, sandwich et autres soirs qui penchent de Loui Maufette, mise en scène de Loui Maufette, Cinquième salle de la Place des Arts (Montréal) et Centre national des Arts (Ottawa) : multiples rôles
- 2007-2010 : Félicité d'Olivier Choinière, mise en scène de Sylvain Bélanger, Théâtre de la Manufacture : étalagiste
- 2008 : Les Justes de Albert Camus, mise en scène de André Mélançon, Théâtre Denise-Pelletier : Ivan Kaliayev
- 2011 : Transmissions de Justin Laramée, mise en scène de Justin Laramée, Théâtre Aux Écuries : Fred
- 2013 : Le Dernier feu de Dea Loher, mise en scène de Denis Marleau et Stéphanie Jasmin, Espace Go et Théâtre Ubu : Rabe
- 2013 : Les Muses orphelines de Michel Marc Bouchard, mise en scène de Martine Beaulne, Compagnie Jean Duceppe : Luc
- 2013 : Icare d'Olivier Kemeid, mise en scène de Michel Lemieux et Victor Pilon, TNM : Talos
- 2014 : L'Importance d'être constant d'Oscar Wilde, mise en scène d'Yves Desgagnés, TNM : John Worthing
- 2016 : Débris d'Ursula Rani Sarma, mise en scène de Claude Desrosiers, Théâtre de la Manufacture : Daniel
- 2016 : L'Avalée des avalés de Réjean Ducharme, mise en scène de Lorraine Pintal, TNM : Christian
- 2016-2018 : Des Arbres de Duncan Macmillan (en), mise en scène de Benoit Vermeulan, Théâtre de la Manufacture, Théâtre La Licorne, Théâtre Périscope et tournée : homme
- 2017 : Toccate et fugue de Étienne Lepage, mise en scène de Florent Siaud, Théâtre d'Aujourd'hui : Daniel
- 2018 : Le Chemin des passes dangereuses de Michel Marc Bouchard, mise en scène de Martine Beaulne, Compagnie Jean Duceppe : Ambroise
- 2018 : Le Baptême de la petite de Isabelle Hubert, mise en scène de Jean-Sébastien Ouellette, Théâtre Les gens d’en bas, Compagnie dramatique du Québec et Théâtre du Bic : Antoine
- 2017, 2019 : Les Enivrés de Ivan Viripaev, mise en scène de Florent Siaud, Groupe de la Veillée et Théâtre Prospero : Max

### Comme metteur en scène
- 2005-2008 : Tête première de Mark O'Rowe (en), Théâtre de la Manufacture
- 2008-2010 : Après la fin de Dennis Kelly, Théâtre de la Manufacture
- 2011 : Ascension de Olivier Choinière, Conservatoire d'art dramatique de Montréal
- 2012-2013 : Orphelins de Dennis Kelly, Théâtre de la Manufacture
- 2014 : Le Langue-à-langue des chiens de roche de Daniel Danis, École supérieure de théâtre de l'UQAM
- 2015 : Innocence de Dea Loher, Conservatoire d'art dramatique de Montréal
- 2016 : Une mort accidentelle de François Archambault, Théâtre de la Manufacture et La Licorne
- 2018 : Tranche-cul de Jean-Philippe Baril Guérard, École professionnel de théâtre du Collège Lionel-Groulx
- 2021 : Ulster American de David Ireland (en), traduction de François Archambault, Théâtre de la Manufacture et La Licorne

## Filmographie

### Télévision
- 2000 : Quadra : Marc Michaud
- 2000 : Trick or Treat : Mike
- 2001 : L'Hôtel des horizons : Steven
- 2001 : La Vie, la vie : le pétard
- 2004 : Grande Ourse : Christian Ferron
- 2004-2006  : Un monde à part : Romain Plante
- 2004-2008 : Rumeurs : Simon Provencher
- 2007, 2009-2010 : Virginie : capitaine Frédéric Perreault
- 2009 : Aveux : Simon/Carl Laplante
- 2014 : L'Appart du 5e : Victor
- 2015 : Au secours de Béatrice : Mathieu
- 2015 : Ruptures : François Lemay
- 2015-2018 : O' : Thomas
- 2016-2017 : District 31 : Alexandre Gagnon
- 2019 : Léo : Guillaume, l'ex de Cindy
- 2019 : Cerebrum : Sacha Brousseau
- 2019-2020 : Toute la vie (saisons 1 et 2) : Me Traversier
- 2021 : Survivre à ses enfants : Daniel, l'ex de Josée
- 2023 : Stat : Denis Savoie

### Cinéma
- 2005 : Idole instantanée d'Yves Desgagnés : Jérôme
- 2006 : La Vie secrète des gens heureux de Stéphane Lapointe : Simon
- 2006 : À part des autres de Marcel Simard : Fred
- 2006 : Cheech de Patrice Sauvé : Maxime
- 2007 : La Belle Empoisonneuse de Richard Jutras : Homère
- 2008 : Jaloux de Patrick Demers : Thomas
- 2012 : Omertà de Luc Dionne : Olivier